# Niederried bei Interlaken
Niederried bei Interlaken – gmina (niem. Einwohnergemeinde) w Szwajcarii, w kantonie Berno, w regionie administracyjnym Oberland, w okręgu Interlaken-Oberhasli. Leży w Berner Oberland, na północnym brzegu jeziora Brienzersee.

## Demografia
W Niederried bei Interlaken mieszka 368 osób. W 2020 roku 14,9% populacji gminy stanowiły osoby urodzone poza Szwajcarią.

## Transport
Przez teren gminy przebiegają drogi główne nr 6 i nr 11.